# François Lachat
Pour les articles homonymes, voir Lachat.
François Lachat, né le 2 août 1942 à Bonfol (originaire de Bonfol, Porrentruy et La Scheulte), est un écrivain, une personnalité politique suisse du canton du Jura, membre du Parti démocrate-chrétien et un acteur séparatiste de la Question jurassienne. Il est considéré comme l’un des « pères » de la République et canton du Jura. 
Connu pour avoir été député à l'Assemblée constituante jurassienne, ministre jurassien et conseiller national représentant le Jura.

## Biographie
François Lachat naît le 2 août 1942 à Bonfol. Il est originaire du même lieu, ainsi que de Porrentruy et La Scheulte.  

### Famille
Côté paternel, son grand-père, Alexandre Lachat est un agriculteur de Roche d'Or et sa grand-mère, Claire Macabrez, est originaire du Haut-Doubs, en France. Côté maternel, son grand-père, Arnold Jobin (1879-1951) est un horloger et avocat-notaire originaire de Saignelégier et sa grand-mère, Marie-Antoinette Reboulet, de Châteauneuf-du-Pape, en France. 
Ses parents, Joseph Lachat (1910-1981), docteur, et Marie-Thérèse Jobin (1915-2014), se sont marié en 1941 et ont eu cinq enfants dont François Lachat en est le fils aîné. 

### Jeunesse
Il effectue des études aux collège Saint-Charles à Porrentruy et au collège de l'Abbaye à Saint-Maurice (VS) où il obtient sa maturité en 1962. En 1969, il est licencié en lettres de l'Université de Lausanne et en droit de l'Université de Fribourg. Engagé dans les mouvements étudiants, il préside la Société des étudiants suisses entre 1966 et 1967, devient membre du comité des Étudiants européens entre 1966 et 1967 et co-fonde le Mouvement universitaire jurassien, dont il devient président entre 1966 et 1968,. 
En 1966, il devient membre du comité directeur du Rassemblement jurassien puis en devient le vice-président en 1971. Dès le 13 décembre 1972, il est secrétaire général de l'Association pour la défense des intérêts du Jura jusqu'en 1978.

### Parcours politique
Membre du Parti démocrate-chrétien, François Lachat est élu député au Grand Conseil du canton de Berne le 3 mai 1970. Il y siègera dès le 1er juin et préside les députés du Jura-Nord,. Le 2 juin, il est élu à la Commission paritaire Berne/Jura. Au sein du Grand Conseil bernois, François Lachat défend des sujets comme l'introduction du droit de vote à 18 ans, la situation difficile des petits fabricants de pierres d'horlogerie, la reconnaissance jurassienne, le réseau routier jurassien ou encore l'approvisionnement du Jura bernois en gaz naturel. Il sera réélu en 1972 et le 5 mai 1974. Il quitte son poste de député lors de son élection à l'Assemblée constituante jurassienne. 
Il se présente sans succès au Conseil national lors des élections fédérales de 1975. 

#### Assemblée constituante

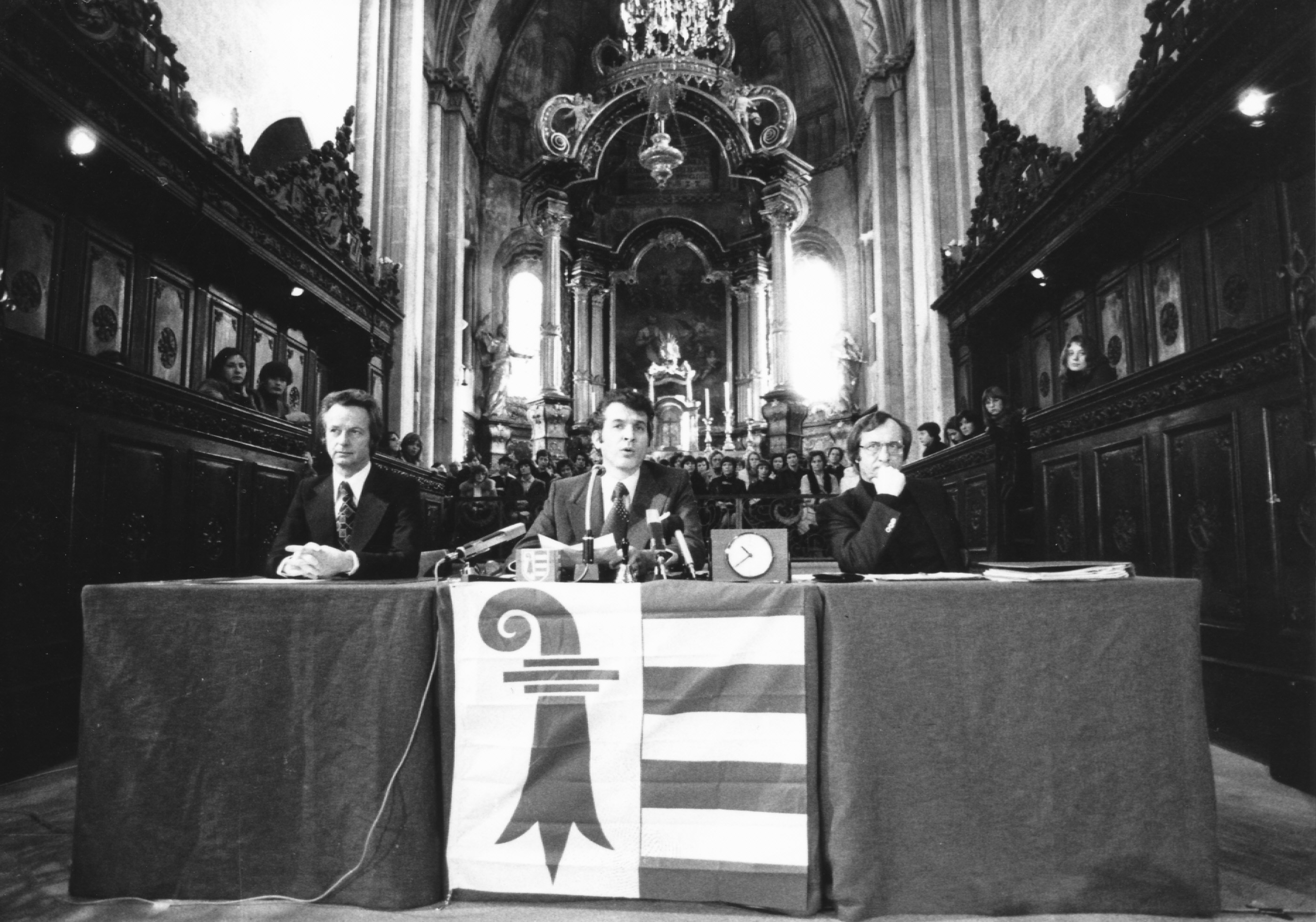
Roland Béguelin, François Lachat et Joseph Boinay à la cérémonie d'acceptation de la Constitution jurassienne par l'Assemblée constituante réunie dans la collégiale de Saint-Ursanne le 3 février 1977.

Le 21 mars 1976, il est élu député à l'Assemblée constituante du futur canton du Jura. Sa candidature à ce poste, présentée par le PDC, n'est pas contestée par les autres partis et il obtient 46 voix sur 50. Il sera élu président de ladite assemblée le 13 avril,. Le 20 mars 1977, les citoyens jurassiens acceptent la nouvelle constitution avec un taux d'approbation de 80 %, résultats qu'il annonce publiquement. L'Assemblée constituante prenant les fonctions d'un « parlement préparatoire » pour la mise en place du nouveau canton après la votation, il en conserve la présidence. En septembre 1978, il est, avec le conseiller fédéral Kurt Furgler et le conseiller d'État bernois Ernst Jaberg, l'un des trois signataires de l'accord de répartition des biens entre le canton de Berne et le futur canton du Jura.

Le 24 septembre 1978, il annonce également le résultat de la votation populaire fédérale sur la création du canton du Jura du haut du balcon de l'Hôtel-de-Ville de Delémont.

« Citoyennes, citoyens, victoire ! vingt-deux cantons. Dès aujourd'hui, vingt-trois cantons contre zéro ! Et 82% contre 18, nous ont acceptés dans l'alliance fédérale. »

— Roland Béguelin, Dimanche 24 septembre 1978, au balcon de l'Hotel-de-Ville de Delémont (JU)

#### Gouvernement jurassien
Membre du gouvernement du canton du Jura dès la création du canton, il est ministre, responsable du département de la coopération, des finances et de la police de 1979 à 1994. En outre, il est président du gouvernement jurassien en 1979, 1984, 1988 et 1993. Lors des premiers élections, le 19 novembre 1978, il est le seul élu au premier tour de scrutin. Le 24 octobre 1982, le 19 octobre 1986 et le 21 octobre 1990, il est à nouveau élu au premier tour,,. Lors des élections cantonales de 1994, il ne peut pas se représenter, la Constitution jurassienne limitant le nombre de mandats à quatre.
De nombreux observateurs considèrent qu'il est le « capitaine du gouvernement ». Au début des années 1990, il instaure des mesures d'assainissement des finances cantonales. Dans le domaine de la coopération, il s'engage notamment au sein de l'Assemblée des régions d'Europe, dont il est l'un des fondateurs en 1985, et de la chambre régionale du Congrès des pouvoirs locaux et régionaux du Conseil de l'Europe,. 

#### Conseil national
François Lachat est élu le 22 octobre 1995 comme député jurassien au Conseil national à la place de Gabriel Theubet et est réélu le 24 octobre 1999. Il y siègera du 4 décembre 1995 au 30 novembre 2003 lors des 45e et 46e législature de l'Assemblée fédérale. 
Durant tout son mandat, il est membre de la Commission de politique extérieure (CPE), dont il est vice-président de 1996 à 1997 puis président de 1997 à 1999. Il est également membre de la Commission des grâces de 1995 à 1999. Il est ensuite élu membre suppléant de la délégation suisse auprès de l'Assemblée parlementaire du Conseil de l'Europe, qu'il préside de 1999 à 2002. Il fait partie de la délégation suisse à l'Union interparlementaire de 1998 à 2003. 
Devancé par son collègue de parti Pierre Kohler, il n'est pas réélu lors des élections fédérales de 2003. 

### Autres mandats
François Lachat est également membre du conseil d'administration de Crossair de 1987 à 1999. En 1997, il préside les négociations sur la convention collective de la branche hôtelière,.
Le 16 février 1995, il est élu président de l'Association pour le développement économique du district de Porrentruy. Il est également membre de la présidence du PDC suisse de 1982 à 1992 et vice-président dudit parti de 1997 à 2004.

## Œuvres
- Le Pays d'Ernest Daucourt, 1873-1884, Moutier, 1980[8].

## Prix et distinctions
François Lachat reçut quelques prix et distinctions tel que :
- 1970 : Prix de la Société des étudiants Jurassia pour Le Pays d'Ernest Daucourt ;
- 18 décembre 1978 : Bourgeois d'honneur de Porrentruy (intronisé le 24 février 1979) ;
- 1994 : Membre d'honneur de l'Assemblée des régions d'Europe[21]

## Vie privée
François Lachat a trois frères : Jean-Marc (1944- ), Philippe (1944-1966), Pierre (1948- ) et une sœur Marie-Josèphe (1954- ).
Il est marié à Christiane Travelletti, fille de l'ancien conseiller national démocrate-chrétien valaisan Adolphe Travelletti.
François Lachat est un passionné d'art depuis sa jeunesse. Coghuf était un ami de la famille.